# Астије Драчки
Свештеномученик Астије је хришћански светитељ. Био је епископ драчки. Пострадао је за време владавине цара Трајана. Најпре је бијен оловним прутовима, а потом обнажен, и наг распет на дрво. Његово тело је намазано медом, да би га осе и стршљенови уједали. У великим мукама свети Астије је преминуо славећи Бога.
Српска православна црква слави га 4. јуна по црквеном, а 17. јуна по грегоријанском календару.